# Hermannsdorf (Elterlein)

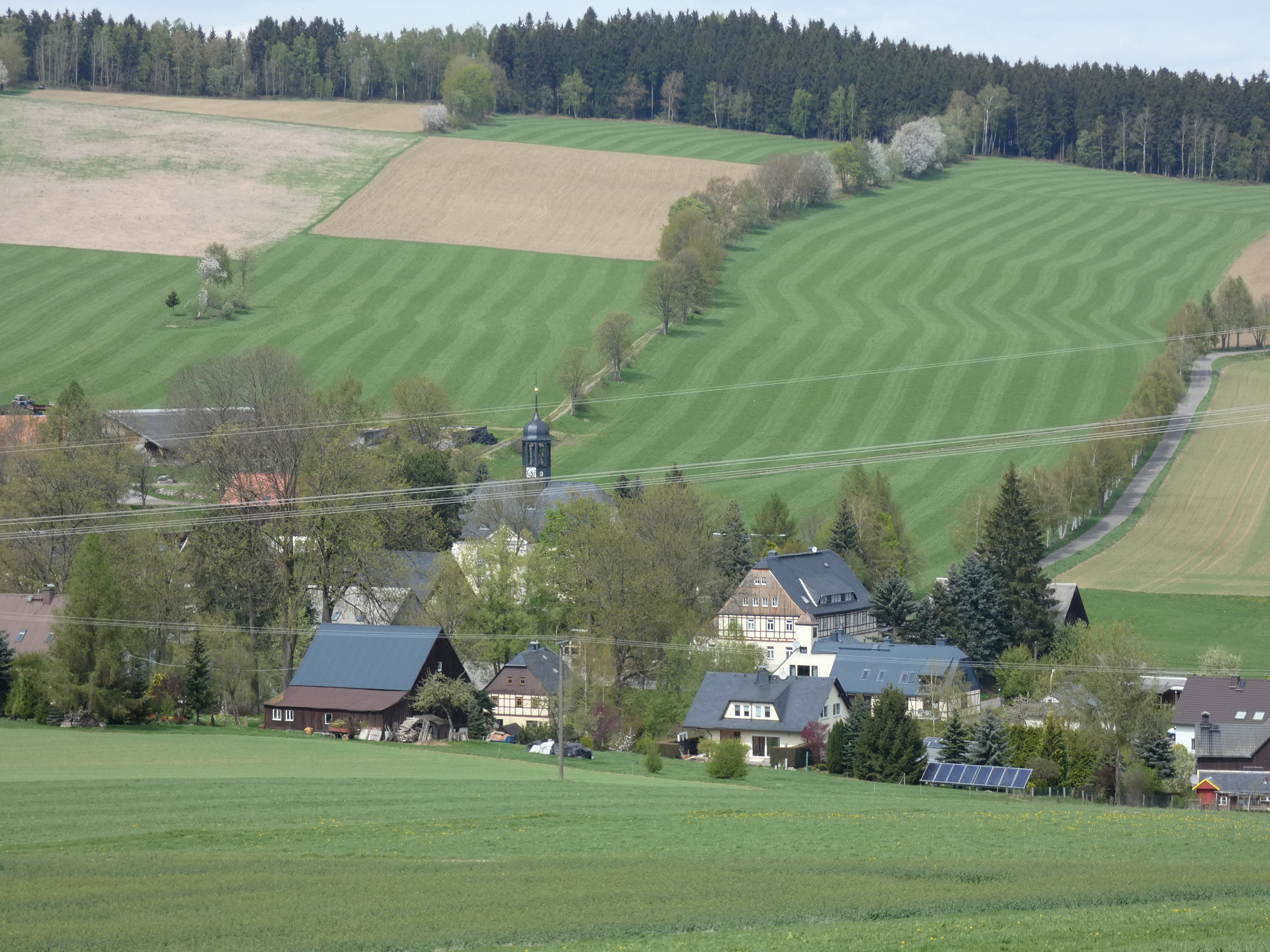
Ortsmitte, im Hintergrund der Singerstein

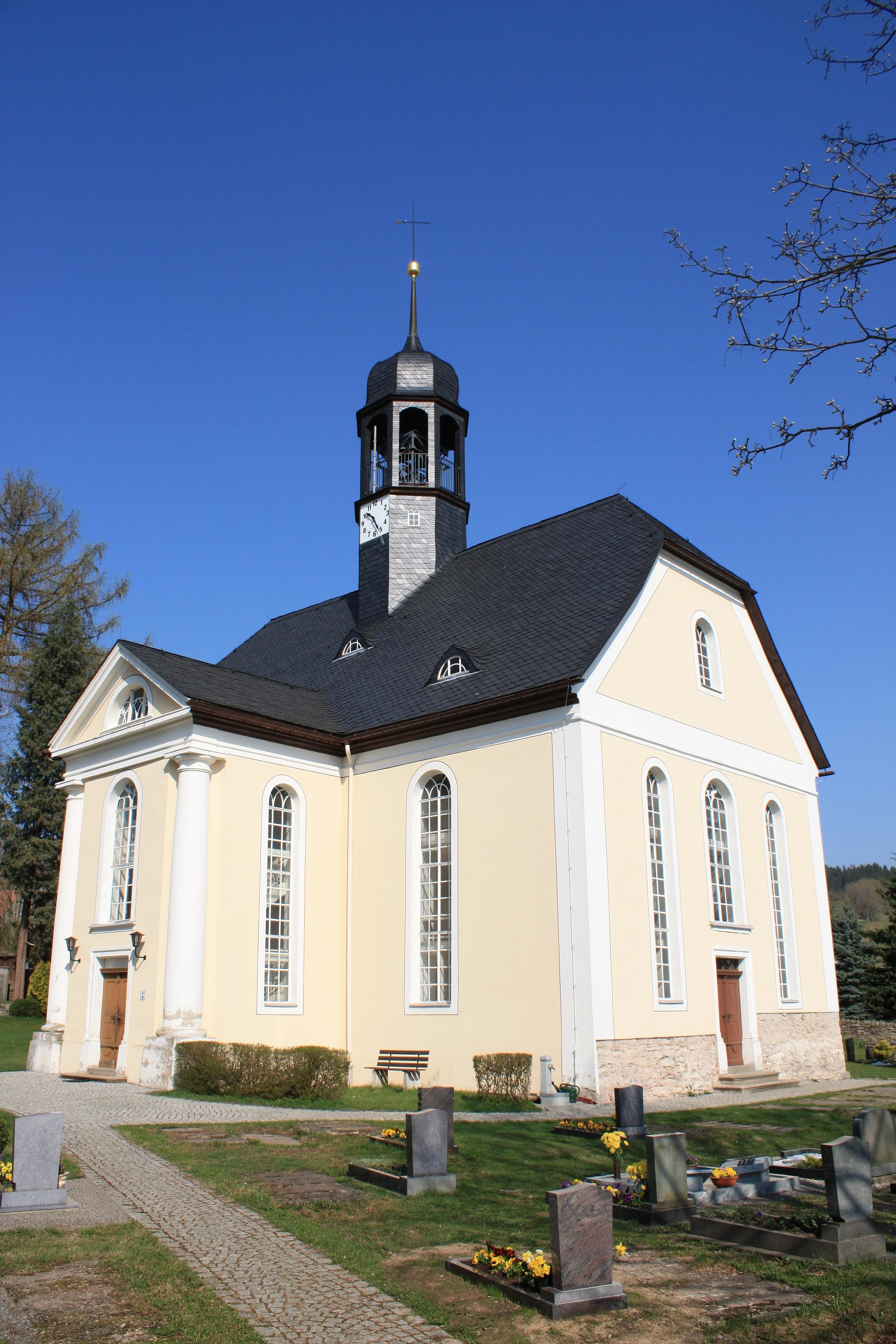
St. Michaeliskirche Hermannsdorf

Hermannsdorf, in erzgebirgischer Mundart auch „Harmorschdorf“ genannt, ist ein Ortsteil der sächsischen Stadt Elterlein im Erzgebirgskreis.

## Geografie
Hermannsdorf liegt etwa 7 Kilometer westlich von Annaberg-Buchholz im Erzgebirge. Die Ortslage erstreckt sich vom Tal der Zschopau im Osten etwa 3,0 Kilometer nach Westen durch das Tal eines zur Zschopau fließenden Baches hinauf. Nördlich des Ortes befindet sich der Singerstein, ein Areal mit vielen felsigen Erhebungen. Im Süden stechen besonders die Erhebungen Arztknochen und Teichertfelsen hervor.
Den höchsten Punkt des Dorfes findet man mit 713 Metern über NN. im westlich angrenzenden Hundsrückwald.

### Nachbarorte
|              | Geyer                                       | Tannenberg |
| Elterlein    | Kompassrose, die auf Nachbargemeinden zeigt | Dörfel     |
| Scheibenberg | Schlettau                                   |            |

## Geschichte
Die Burggrafen von Meißen aus dem Geschlecht der Meinheringer beauftragten Landverteiler, den bis dahin völlig unberührten Erzgebirgswald urbar zu machen. So wurde um 1240 eine burgähnliche Wehranlage auf den heutigen Singersteinen errichtet. Die sogenannte Hermannsburg diente als Sicherung der alten Salzhandelsstraße „Steig Altenburg - Glauchau - Satzung/Preßnitz(Böhmen)“. Noch heute kann man Reste einer Trockenmauer auf dem Singerstein erkennen. Der Lokator Hermann, vermutlich ein Bruder des Burggrafen Meinher II. von Meißen, legte im gleichen Zuge, im Tal unterhalb der Wehranlage eine kleine Siedlung an, welche den Namen Hermannsdorf bekam. Mit Hermann kamen 20 Eheleute, welche per Los eine Hufe (je ca. 256 m Breite) zugeteilt bekamen. So wurde Hermannsdorf als doppelreihiges Waldhufendorf angelegt. Die urkundliche Ersterwähnung ist jedoch erst für 1495 nachweisbar.
1308 kam Hermannsdorf zum Kloster Grünhain, welches kirchlich und territorial eine Einheit für viele Dörfer im oberen Erzgebirge darstellte. Die Zisterziensermönche errichteten im gleichen Jahr eine kleine Kapelle, welche dem Erzengel Michael geweiht war. Diese wurde 1429 während des Hussitenkrieges zerstört.
Während der zweiten Hälfte des Dreißigjährigen Krieges zogen mehrfach schwedische Truppen durch den Ort. Vieh und Nahrungsmittel wurden geplündert, Fenster zerschlagen, Dorf- und Weidezäune als Brennmaterial für die Wachtfeuer der Soldaten, welche sich mit ihrer Artillerie auf dem Pfarrfelde niederließen, gestohlen.
Hermannsdorf ist Pfarrdorf. Zur Michaeliskirche, ursprünglich aus dem 17. Jahrhundert, gehören bis heute auch die Einwohner des benachbarten Ortes Dörfel. Bei einem „tiefgreifenden Umbau in klassizistischen Formen“ 1842 unter der Leitung von August Heinrich Viehweger wurde im Jahr 1843 durch den Schönheider Orgelbauer Karl Heinrich Poller eine neue zweimanualige Schleifladenorgel eingebaut. Von 2002 bis 2006 bestand ein Schwesternkirchverhältnis mit Tannenberg, seit 2007 besteht ein Schwesternkirchverhältnis mit Elterlein und Schwarzbach.
Wie auch in umliegenden Siedlungen trug ebenso in Hermannsdorf der Bergbau zur Entwicklung des Ortes bei. Als wichtigste Zeche im 16. Jahrhundert sei der Butterfladen genannt, in welcher bis zu 50 Bergleute beschäftigt wurden. Ebenfalls wurden um den Arztknochen, damals wahrscheinlich „Erzknochen“ genannt, neben Kobalt-Silberzformationen, auch Zinnerze gefördert. Im unterhalb des Erzknochen gelegenen Seifengrund zeugen die noch erkennbaren Raithalden von der Arbeit der Seifner.
Das Schulwesen von Hermannsdorf lässt sich bis in das Jahr 1530 zurückverfolgen. Im Jahr 1611 wurde die Knabenschule, 1838 zusätzlich noch eine Mädchenschule eingeweiht. Ab 1. September 1948 wurde Hermannsdorf mit Dörfel zusammengeschult, was eine Sanierung der Knabenschule mit Erweiterungsbau Jahre 1965 mit sich brachte. 1972 konnte nach zähem Ringen mit Gemeindeverwaltung und Bezirksschulamt der Neubau der Polytechnischen Oberschule „Thomas Müntzer“ eingeweiht werden. Ein 10-stufiger Unterricht war nun bis zur Schließung zum Schuljahresabschluss 1997 möglich.
Seit dem 1. Juli 1880 existiert in Hermannsdorf, neben der damals noch vorhandenen Pflichtfeuerwehr, eine Freiwillige Feuerwehr, die in heutiger Zeit auf modernste Technik zurückgreifen kann und besonders mit vielen Veranstaltungen im Jahr das kulturelle Leben im Ort bereichert.
Am 1. Januar 1999 wurde Hermannsdorf nach Elterlein eingemeindet.

## Entwicklung der Einwohnerzahlen
| Jahr    | Einwohnerzahl                            |
| ------- | ---------------------------------------- |
| 1548/51 | 42 besessene Mann, 10 Inwohner, 41 Hufen |
| 1764    | 51 besessene Mann, 21 Häusler, 20½ Hufen |
| 1802    | 752                                      |
| 1855    | 1093                                     |

| Jahr | Einwohnerzahl |
| ---- | ------------- |
| 1871 | 1095          |
| 1890 | 1231          |
| 1910 | 1197          |
| 1925 | 1228          |

| Jahr | Einwohnerzahl |
| ---- | ------------- |
| 1939 | 1162          |
| 1946 | 1139          |
| 1950 | 1499          |
| 1964 | 1109          |

| Jahr | Einwohnerzahl |
| ---- | ------------- |
| 1990 | 926           |
| 1998 | 868           |
| 2011 | 784           |

## Verkehr

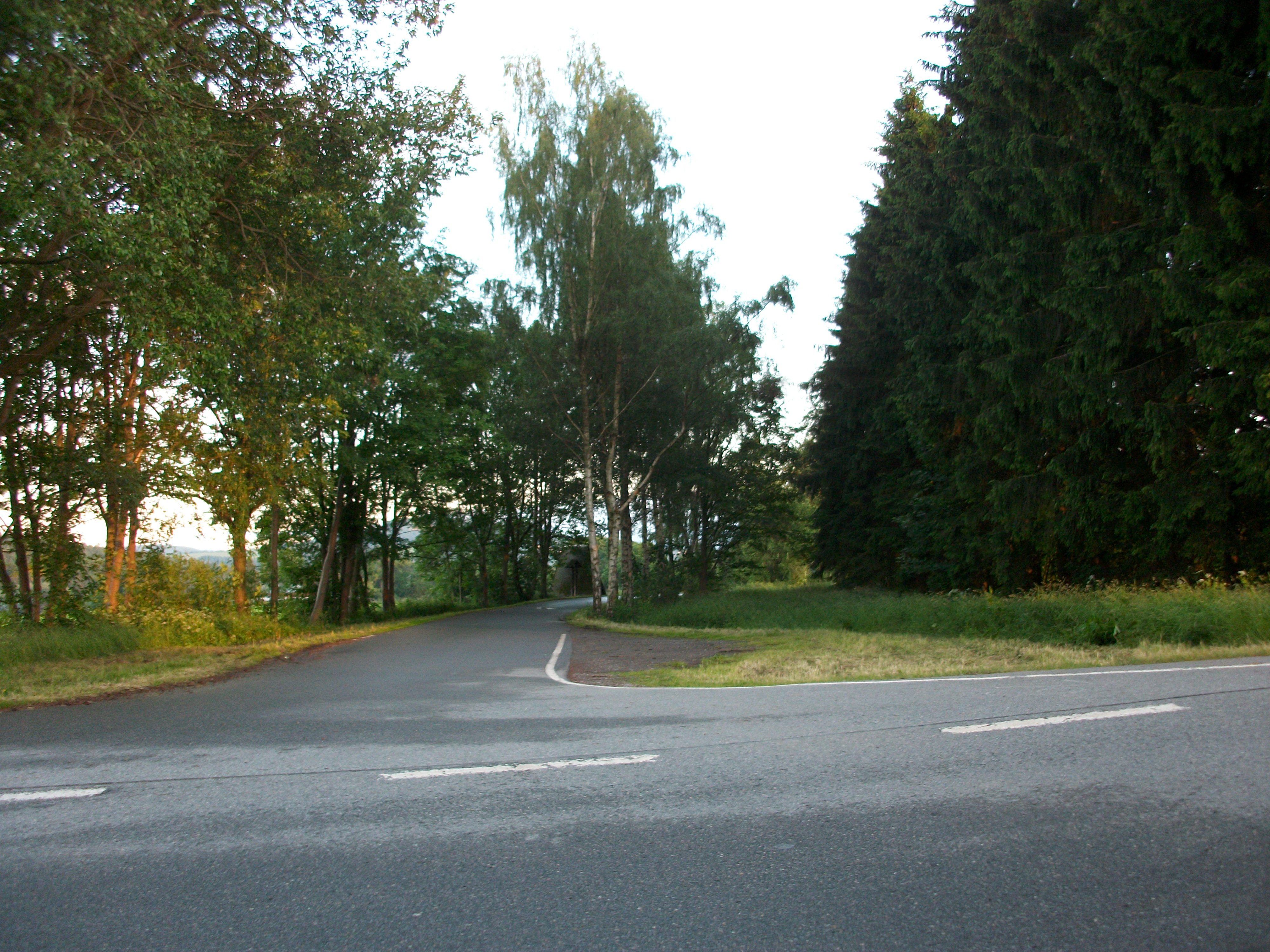
Haltepunkt Hermannsdorf (2016)

Hermannsdorf ist über eine Gemeindestraße mit dem westlich gelegenen Elterlein verbunden, östlich verläuft die Staatsstraße 267 Tannenberg–Crottendorf.
Mit der Bahnstrecke Zwönitz–Scheibenberg hatte Hermannsdorf ab 1900 auch einen Bahnanschluss. Der Haltepunkt Hermannsdorf lag jedoch einige Kilometer westlich des Ortes in Richtung Elterlein. Nach dem teilweisen Rückbau der Strecke im Jahr 1947 als Reparationsleistung an die Sowjetunion, wurde 1966 der Eisenbahnverkehr endgültig wieder eingestellt und die noch verbliebene Reststrecke zwischen Elterlein und Scheibenberg ebenfalls zurückgebaut.

## Sehenswürdigkeiten

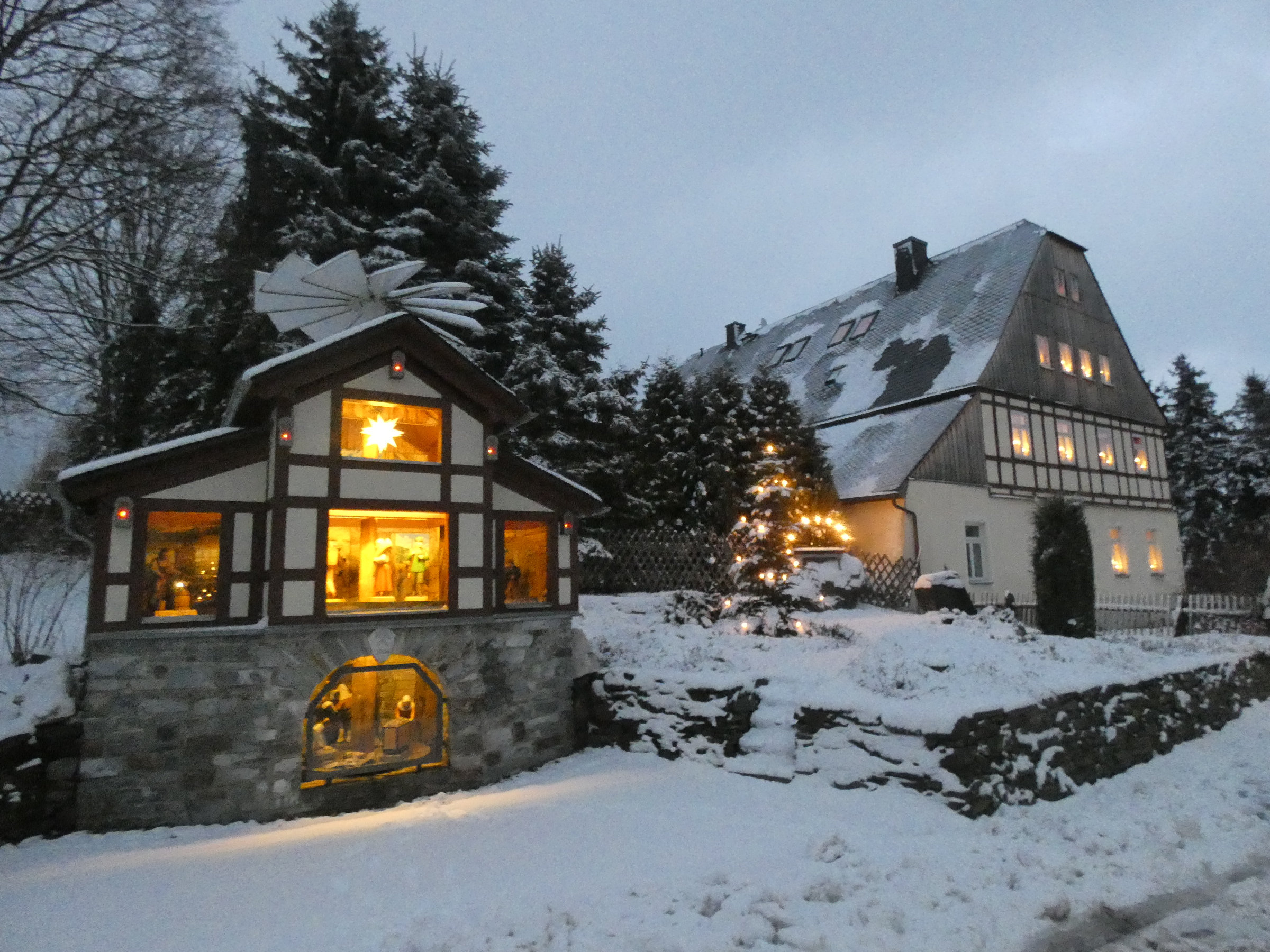
Ortspyramide Hermannsdorf mit Pfarrhaus (2017)

Das Ortsbild ist noch immer sehr vom bäuerlichen Charakter geprägt, sodass Hermannsdorf viele Fachwerkhäuser, in denen noch immer kleinere handwerkliche und landwirtschaftliche Betriebe aufgehen, vorhalten kann.
Ein weiteres Kleinod bildet die 1842 im klassizistischen Stil umgebaute Michaeliskirche. Die Glocken dieser Kirche werden von einer Läutbrüderschaft von Hand geläutet. Das Pfarrhaus, datiert mit 1737, „ein schöner zweigeschossiger Bau“, ist im oberen Geschoss in Fachwerk ausgeführt und grenzt an die Kirche. Die Knabenschule von 1610 steht davor.
Im großen Gemeindegebiet liegen die Naturschutzgebiete Hermannsdorfer Wiesen, Lohenbachtal, sowie Moor an der Roten Pfütze, welche man sehr gut auf den vielen Wanderwegen um Hermannsdorf erreichen kann.
Seit 2006 gibt es in der Advents- und Weihnachtszeit eine im Freien aufgestellte Pyramide mit der Darstellung erzgebirgischer Szenen.